# Bernuy-Zapardiel
Bernuy-Zapardiel település Spanyolországban, Ávila tartományban.  Lakosainak száma 84 fő (2024).

## Népesség
A település népessége az utóbbi években az alábbiak szerint változott:
| Lakosok száma | 218  | 192  | 166  | 152  | 143  | 136  | 130  | 102  | 90   | 84   |
|               | 2001 | 2004 | 2006 | 2009 | 2011 | 2014 | 2016 | 2019 | 2021 | 2024 |